# بمب‌گذاری مارس ۲۰۱۶ استانبول
انفجار بمب در استانبول در تاریخ ۱۹ مارس ۲۰۱۶ (انگلیسی: March 2016 Istanbul bombing)، انفجاری انتحاری بود که در طی آن دست کم ۵ تن کشته و تعداد بسیاری دیگر مجروح شدند. که در میان کشته‌شدگان یک ایرانی و تعدادی نیز از ملیت‌های دیگر وجود داشتند.

## شناسایی عامل انتحاری
روز یکشنبه، افکان آلا، وزیر کشور ترکیه در گفتگو با خبرنگاران اعلام کرد: «تحقیقات پلیس ترکیه نشان می‌دهد که فرد تروریست، یک شهروند ترکیه با نام محمد اوزترک است. او که ۲۴ سال دارد، پیش تر به گروه تروریستی داعش پیوسته بود. این فرد در شهر قاضی‌عنتپ ترکیه در نزدیکی مرز سوریه به دنیا آمده و نام او در فهرست افراد مظنون مورد جستجوی پلیس نبوده است». خبرگزاری دوغان ترکیه گزارش داده است که بقایای جسد عامل انتحاری حمله دیروز استانبول تحت بررسی قرار گرفته و تست "دی ان ا DNA " هویت وی را مشخص کرده‌است.

## اظهارات اردوغان
اردوغان در پی حملات تروریستی استانبول، گفته بود: «دلیلی وجود ندارد بمبی که در استانبول منفجر شد، در بروکسل یا در هر شهر دیگر اروپایی نتواند منفجر شود.»